# Рая, Аллар
Аллар Рая (эст. Allar Raja; род. 22 июня 1983[…], Синди) — эстонский гребец, выступающий за сборную Эстонии по академической гребле с 2000 года. Бронзовый призёр летних Олимпийских игр в Рио-де-Жанейро, обладатель четырёх бронзовых медалей чемпионатов мира, четырёхкратный чемпион Европы, победитель и призёр первенств национального значения.

## Биография
Аллар Рая родился 22 июня 1983 года в городе Синди Эстонской ССР. Проходил подготовку в Пярну в местном гребном клубе «Калев».
Впервые заявил о себе в академической гребле на международном уровне в сезоне 2000 года, когда вошёл в состав эстонской национальной сборной и выступил в парных четвёрках на юниорском мировом первенстве в Загребе. Год спустя в парных двойках стартовал на аналогичных соревнованиях в Дуйсбурге.
Начиная с 2004 года выступал среди взрослых спортсменов, в частности дебютировал в Кубке мира.
В 2005 году в парных двойках занял 14-е место на чемпионате мира в Гифу.
В 2006 году на чемпионате мира в Итоне выиграл бронзовую медаль в парных четвёрках.
В 2007 году в четвёрках был восьмым на чемпионате мира в Мюнхене и пятым на чемпионате Европы в Познани.
Благодаря череде удачных выступлений удостоился права защищать честь страны на летних Олимпийских играх 2008 года в Пекине. В составе парного экипажа-четвёрки, куда также вошли гребцы Владимир Латин, Игорь Кузьмин и Каспар Таймсоо, сумел квалифицироваться лишь в утешительный финал В и расположился в итоговом протоколе соревнований на девятой строке. Также в этом сезоне в четвёрках победил на чемпионате Европы в Афинах.
В 2009 году в парных двойках взял бронзу на чемпионате мира в Познани, завоевал золото на чемпионате Европы в Бресте.
В 2010 году в двойках стал серебряным призёром на чемпионате Европы в Монтемор-у-Велью, был восьмым на чемпионате мира в Карапиро.
В 2011 году в той же дисциплине занял седьмое место на чемпионате мира в Бледе, в четвёрках стал серебряным призёром на чемпионате Европы в Пловдиве.
Выиграв Олимпийскую квалификационную регату FISA в Люцерне, благополучно прошёл отбор на Олимпийские игры 2012 года в Лондоне. Здесь вместе с такими гребцами как Андрей Ямся, Тыну Эндрексон и Каспар Таймсоо финишировал в главном финале четвёртым. Также в этом сезоне победил в четвёрках на чемпионате Европы в Варезе.
В 2013 году в двойках был седьмым на чемпионате Европы в Севилье, а в четвёрках пятым на чемпионате мира в Чхунджу.
В 2014 году в парных четвёрках занял шестое место на чемпионате Европы в Белграде и пятое место на чемпионате мира в Амстердаме.
В 2015 году в той же дисциплине показал восьмой результат на чемпионате Европы в Познани, получил бронзу на чемпионате мира в Эгбелете.
На чемпионате Европы 2016 года в Бранденбурге превзошёл всех соперников в четвёрках и завоевал золотую медаль. Находясь в числе лидеров эстонской национальной сборной, благополучно прошёл отбор на Олимпийские игры в Рио-де-Жанейро — на сей раз с теми же партнёрами в финале пришёл к финишу третьим и получил бронзовую олимпийскую награду. За это выдающееся достижение был награждён орденом Белой звезды 3-го класса.
После Олимпиады в Рио Рая остался действующим спортсменом на ещё один олимпийский цикл и продолжил принимать участие в крупнейших международных регатах. Так, в 2017 году он стартовал в двойках и четвёрках на чемпионате Европы в Рачице, добавил в послужной список бронзовую награду, полученную в четвёрках на чемпионате мира в Сарасоте.
В 2018 году в четвёрках занял девятое место на чемпионате Европы в Глазго.
В 2019 году в двойках показал 15-й результат на чемпионате Европы в Люцерне, в четвёрках занял 12-е место на чемпионате мира в Оттенсхайме.
На чемпионате Европы 2020 года в Познани финишировал в программе парных четвёрок четвёртым.